# Drehnow
Drehnow (baix sòrab: Drjenow) és un municipi alemany que pertany a l'estat de Brandenburg. Forma part de l'Amt Peitz. Es troba a la zona d'assentament dels sòrabs.